# Os Miseráveis (minissérie)

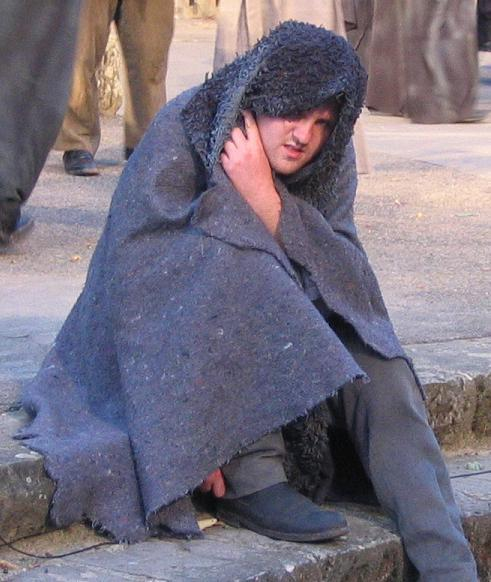
Thomas Coenen Em “Os miseráveis”.

Os Miseráveis (em francês: Les Misérables) é uma minissérie de 4 episódios, adaptada por Didier Decoin, a partir da obra homônima do escritor francês Victor Hugo, e dirigida por Josée Dayan. Com a participação de Gérard Depardieu, John Malkovich, Christian Clavier, Jeanne Moreau e Virginie Ledoyen nos papéis principais. Foi exibida originalmente a 4 de setembro de 2000 e é uma coprodução entre a França, Itália, Alemanha, Estados Unidos e Espanha.

## Sinopse
Paris, século XIX. Após ter passado quase 20 anos na cadeia por roubar pão para sustentar a família, Jean Valjean deixa a condição de prisioneiro, disposto a levar uma vida honesta. Porém, o incansável inspetor Javert está convencido que um criminoso será sempre um criminoso e que Valjean pertence à cadeia para sempre.

## Elenco
| Ator                 | Papel              |
| -------------------- | ------------------ |
| Gérard Depardieu     | Jean Valjean       |
| John Malkovich       | inspetor Javert    |
| Virginie Ledoyen     | Cosette            |
| Charlotte Gainsbourg | Fantine            |
| Enrico Lo Verso      | Marius Pontmercy   |
| Asia Argento         | Éponine            |
| Christian Clavier    | Sr. Thénardier     |
| Veronica Ferres      | Sra. Thénardier    |
| Jeanne Moreau        | Mère Innocente     |
| Otto Sander          | Monsenhor Bienvenu |